# San Giorgio Albanese

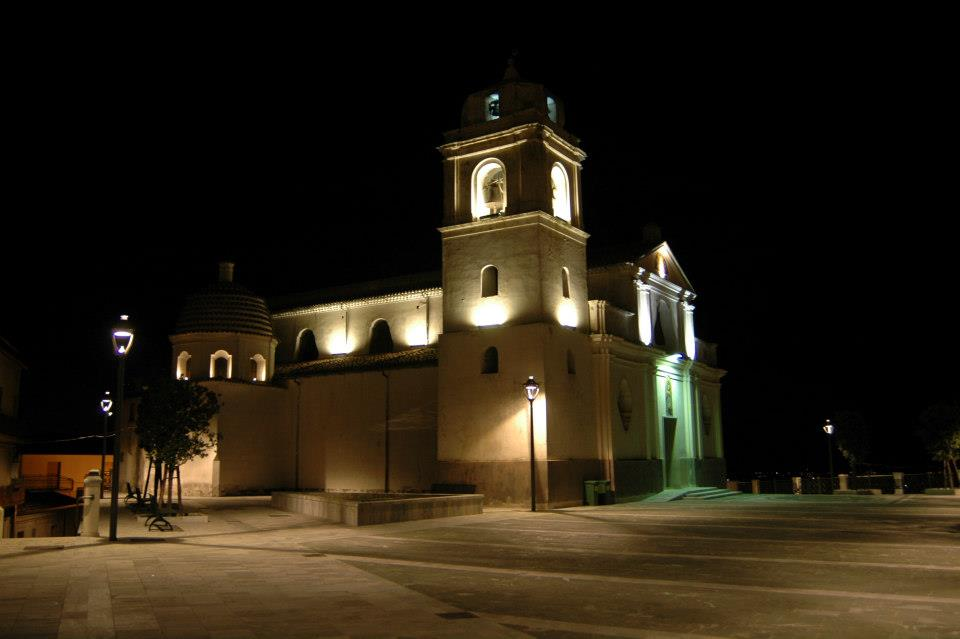
Kyrka i San Giorgio Albanese.

San Giorgio Albanese (arberesjiska: Mbuzati) är en ort och kommun i provinsen Cosenza i regionen Kalabrien i Italien. Kommunen har 1 308 invånare (2024), på en yta av 22,68 km².
Orten grundades av arberesjerna som invandrade till Italien från Albanien på 1400-talet.

## Orter
Orter (località) i kommunen San Giorgio Albanese med fler än 20 invånare (inom parentes invånarantal 2021):

- San Giorgio Albanese (644)
- Colucci (100)
- Cuccio (173)
- Palombara (101)

## Kända personer från San Giorgio Albanese
- Giulio Variboba, poet